# Las herederas
Las herederas (Engelse titel: The Heiresses) is een internationale film uit 2018, geschreven en geregisseerd door Marcelo Martinessi.

## Verhaal
Chela, een welgestelde vrouw van middelbare leeftijd die in Asuncion (Paraguay) samenwoont met haar vriendin Chiquita, kreeg in 2012 een erfenis waardoor ze een comfortabel leven kon leiden. Nu op haar zestigste komt ze tot het besef dat al haar geld op is en dat ze een oplossing moet zoeken in deze voor haar nieuwe ongewone situatie.

## Rolverdeling
| Acteur         | Personage |
| -------------- | --------- |
| Ana Brun       | Chela     |
| Margarita Irún | Chiquita  |
| María Martins  | Pituca    |
| Ana Ivanova    | Angy      |

## Release
Las herederas ging op 16 februari 2018 in première op het internationaal filmfestival van Berlijn in de competitie voor de Gouden Beer.